# Cryptodiscus tabularum
Cryptodiscus tabularum är en lavart som beskrevs av Wilhelm Kirschstein. Cryptodiscus tabularum ingår i släktet Cryptodiscus, och familjen Stictidaceae. Arten är reproducerande i Sverige.